# 蘭奢待

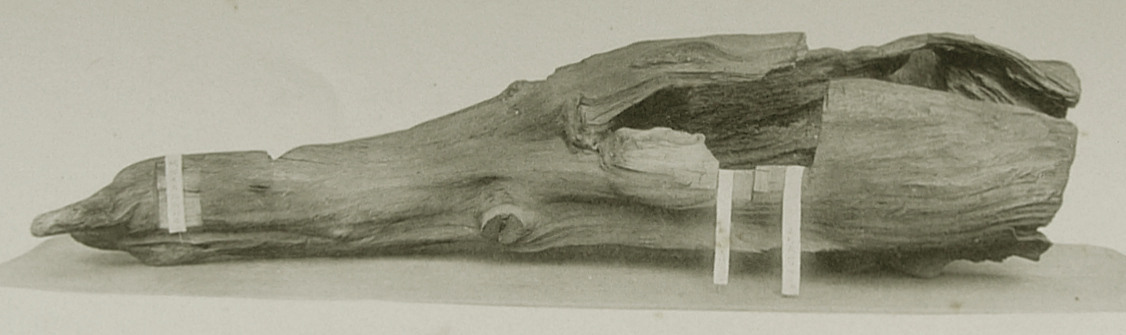
蘭奢待

蘭奢待或蘭麝待（日语：らんじゃたい）乃是日本東大寺正倉院所收藏的沉香木，被譽為「天下第一名香」。

## 概要
蘭奢待的長度為156.0公分、重量11.6公斤，呈現不規則狀，內部幾乎是空的。在正倉院的寶物目錄中登記號碼是中倉135，登錄名稱為「黃熟香（日语：おうじゅくこう）」。「蘭奢待」隱藏著「東、大、寺」三個字（詳見後述），歷來被掌權者視為珍奇異寶。1955年出版的《正倉院藥物》一書記載著「腐朽為空心」，曾數度做過調查的藥史學者米田該典則稱「為了防止燃燒時散發出意外的香氣，現在也正常地進行切除多餘的部分，連香氣成分沒有沉澱的部分也積極地受到切除」。
根據米田該典的推測，蘭奢待為瑞香科沉香屬（學名：Aquilaria）樹幹中的樹脂及精油混合沉澱後的一種沉香木，產地為寮國中部至越南之間的山岳地帶。曾任正倉院事務所所長的米田雄介則說：「把臉湊近一聞，雖然並不多，卻散發出淡淡的香氣」。至於為何將蘭奢待送入正倉院收藏，因眾說紛紜暫時難以確定。

### 名稱

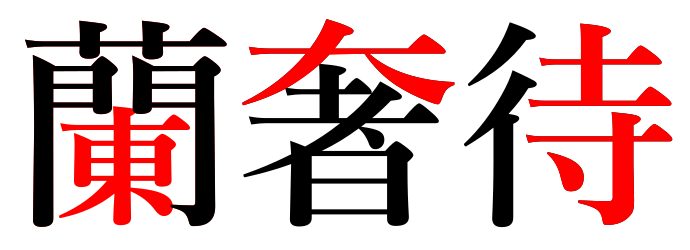
隱藏在蘭奢待三個字之內的「東大寺」

關於蘭奢待此一通稱之由來，室町時代後期的公家三條西實隆曾在其日記《實隆公記》裡寫道，東大寺別當公惠曾向後土御門天皇晉獻蘭奢待，「這個東西屬於聖武天皇，應該叫做東大寺。然而因為是可以焚燒的東西並不吉利，所以稱作隱藏著東大寺三字的蘭奢待」。東大寺史研究所所長堀池春峰認為賦予此通稱的人是室町幕府第8代征夷大將軍足利義政，但依據武藏大學綜合研究所研究員本間洋子對《實隆公記》的研究，她認為命名者不詳。本間指出歷史上首度出現「蘭奢待」，最早出現在貞治6年（1367年）《新札往來》所記錄的名香名單。此外，「黃熟香」最早出現於建久4年（1193年）的《東大寺勅封藏開檢目錄》；但是依據其記錄的尺寸大小，也有另一派說法認為是全淺香。

## 歷史與截香
目前為止並沒有任何史料記載蘭奢待如何傳入日本，羂索院雙倉所典藏的文物曾於永久4年（1116年）移往勅封倉（今正倉院），永年正倉院所長和田軍一依照此一線索推斷當時蘭奢待移入正倉院。另外，堀池春峰也推論延曆24年（804年）早良親王御靈鎮護所使用的名香是蘭奢待，乃由同年7月自唐朝歸來的藤原葛野麻吕攜回。不管是哪種說法，皆跳脫不出推測的範疇。
1997年米田該典調查這塊沉香木共有38處截取的痕跡，而且還發現某處曾遭到反覆切割，大約被切了50次。目前為止足利義滿、足利義教、足利義政、織田信長、明治天皇等人皆曾截切過，有3個切口附上「足利義政拜賜之處」「織田信長拜賜之處」「明治十年依勅切之」等箋紙，然而這3張箋紙是明治時期製作，明治以前的切口則不詳。另有一個說法是德川家康也曾截取過，他在慶長7年（1602年）6月10日下令奉行本多正純及大久保長安至東大寺調查正倉院的寶庫。雖然確認過蘭奢待之實物，但根據「截取的話會出現不祥之事」的傳聞而沒有切割（《當代記》同日條）。

### 足利義滿及義教之截香
據《滿濟准后日記》記載，足利義教於永享元年（1429年）9月24日至東大寺受戒，在該寺西室見到蘭奢待之後與3個圍棋棋子一起「沉（黃熟香）二（約二寸）切，同樣被召去」，接著又寫道：「至德之時亦如是，何以先規所任」。這句話意指足利義滿於至德2年（1385年）8月30日至東大寺受戒並拜見蘭奢待，《至德二年記》（又稱《春日權神主師盛記》）亦記述此事，很明顯地義教模仿了義滿。

### 足利義政之截香
依《蔭涼軒日錄》記載，足利義政在寬正6年（1465年）9月24日赴東大寺受戒，並在西室拜見蘭奢待。另外《東大寺三倉開封勘例》也寫著「室町殿於本寺觀賞寶物，獻上御香」，可見他仿效了義滿、義教的先例。該書詳細記錄著「切出2塊1寸角，1塊獻給後土御門天皇，另1塊則由義政收下；另外截取5分角獻給東大寺別當公惠」。

### 織田信長之截香
按《天正二年截香記》記述，天正2年（1574年）3月23日織田信長派遣塙直政與筒井順慶作為使者，向東大寺表達拜見蘭奢待之希望。寺方回覆除了足利家以外沒有打開正倉院寶庫的先例，惟考量到信長出資修造皇宮，倘若正親町天皇派出勅使來開封的話就接受。接著獲得敕令的信長進駐多聞山城，等待勅使的到來。同年3月28日黃熟香從正倉院中倉運抵城中，割下2塊1寸角，信長說「1塊獻給天皇，另1塊我等拜領」。信長為了宣揚此事，同年4月3日舉辦茶會，當場賜給千利休及津田宗及；後來還賜予村井貞勝。至於正親町天皇，也將切成小塊的蘭奢待賜予九條稙通。
歷年來信長這個舉動多半被描述成蠻橫的行為，但米田雄介與和田軍一的評價則較為正面。東京大學史料編纂所副教授金子拓檢視東大寺方面的記錄：上生院淨實的《三藏開封日記》、蓮乘院寅清的《寺邊之記》、藥師院實祐的《三藏開封之次第》等三本書之後，發現信長確認過先例之後，3月27日親自參拜東大寺及春日大社，起初東大寺內部也出現反對的聲音，但考量到信長對待東大寺的照顧而平靜落幕。尤其上生院淨實便是在場見證的3位僧人之一，金子也驗證了《天正二年截香記》來自《三藏開封日記》之原文。
除此之外，東山御文庫內有一份名為〈蘭奢待香開封内奏狀案〉（勅封三十五函乙-11-15）的文件。因為東大寺的別當一職在信長截取蘭奢待之前空懸著，這份文件原本與信長推舉三條西實枝之子的女房奉書配套，故可視為對信長請求截香的答覆。由於這份文件內容吐露許多不滿，因此自古以來解讀成「難以接受信長的不法舉措」（《大日本史料》天正2年3月28日條）、「正親町天皇對信長的奏請表示不滿」。然而內奏狀是上奏給天皇的奏疏，倘若寫出天皇的心境便成了矛盾。金子拓將這一點重新解讀，他認為這份文件是收受女房奉書的三條西實枝上奏給天皇的奏疏。換句話說，既然書寫者是實枝而非天皇，則變成實枝向天皇傾吐他對信長的不滿。另依照金子的見解，實枝的不滿在於東大寺習於使用天皇的勅使來打開正倉院，但天皇卻沒有阻止藤氏長者二條晴良和藤原氏的氏寺興福寺之間的關係。

### 明治天皇之截香
《明治天皇紀》記載明治天皇於明治10年（1877年）2月9日行幸奈良市時，在正倉院見到寶物之後，命令内務省博物局局長町田久成切下長2寸、重8.9公克，在東大寺東南院聞香後留下「薰香芬芳，佈滿行宮」之記錄。此外依據町田久成、蜷川式胤、内田正雄、世古延世、岸光景、橫山松三郎等人合作調查正倉院寶物的記錄《奈良的道路》，「黃熟香亦名蘭奢待，稍微將粉末置入火中，香味清爽清新，誠有清淡香味」。

## 內部連結
- 織田信長
- 高屋城之戰

## 外部連結
- （日語）読売新聞2011年9月20日：「蘭奢待」天下人の香り　大阪で正倉院フォーラム